# TT A1
La tombe thébaine TT A1 est située à Dra Abou el-Naga, dans la nécropole thébaine, sur la rive ouest du Nil, face à Louxor en Égypte.
C'est la tombe d'Amenemhat, serviteur du ka, à la XVIIIe dynastie.